# Saloum (film)
Pour les articles homonymes, voir Saloum.
Pour plus de détails, voir Fiche technique et Distribution.
Saloum est un film sénégalais réalisé par Jean Luc Herbulot et sorti en 2021.

## Synopsis
Trois mercenaires surnommés « les Hyènes de Bangui » sont chargés d'extraire un trafiquant de drogue de Guinée-Bissau. En raison d'une fuite de carburant, ils doivent se cacher dans la région mystique du Saloum.

## Fiche technique
- Titre : Saloum
- Réalisation : Jean Luc Herbulot
- Scénario : Jean Luc Herbulot et Pamela Diop
- Photographie : Gregory Corandi
- Montage : Sébastien Prangère, Nicolas Desmaisons et Alasdair McCulloch
- Musique : Reksider
- Son : Ousmane Coly
- Société de production : Lacmé Studios
- Pays de production :  Sénégal
- Langue originale : français, wolof
- Format : couleur
- Genre : thriller, horreur
- Durée : 84 minutes
- Dates de sortie : 
  - Canada : 17 septembre 2021 (Festival de Toronto)
  - France : 28 janvier 2022 (Festival international du film fantastique de Gérardmer)[1] ; 25 janvier 2023 (sortie nationale)
- Classification :
  - France : tous publics avec avertissement lors de sa sortie en salles

## Distribution
- Yann Gael : Chaka
- Roger Sallah : Rafa
- Mentor Ba : Minuit
- Evelyne Ily Juhen : Awa
- Bruno Henry : Omar
- Marielle Salmier : Sephora
- Babacar Oualy : Salamane
- Ndiaga Mbow : Souleymane
- Cannabasse : Youce
- Renaud Farah : Felix

## Production
Saloum est le premier long métrage produit par Pamela Diop. Il a été entièrement tourné dans l'une de ses régions d'origine le Sine Saloum au sud du Sénégal.

## Accueil critique
Salué par la critique internationale,,, Saloum est sélectionné en première mondiale au TIFF,  Festival International du Film de Torontoet dans une quarantaine de festivals internationaux comme le Fantastic Fest (Prix du Meilleur Réalisateur) à Austin Texas USA, Sitges en Espagne et L'Etrange Festival à Paris. Il est également nommé meilleur film dans plusieurs festivals dont le Festival du Film Fantastique de Gérardmer 2022 dans la catégorie “longs métrages -hors compétition ou encore au Festival International du Film de Catalogne (2022) dans la catégorie "Prix New Vision".
Le film sera distribué aux USA par IFC Films / Shudder, dans plus de 17 pays africains francophones par Pathé BC Afriquedans les salles françaises par CGR Events. Le long métrage est également vendu à Amazon Prime Vidéo pour toute la zone SSA.

## Distinctions

### Sélections
- Festival international du film de Toronto 2021[10]
- Festival international du film d'Istanbul 2022[11]
- Festival international du film fantastique de Gérardmer 2022[12]
- Festival Hallucinations collectives 2022 (Lyon)[13]
- Toronto International Film Festival - Canada
- Warsaw Film Festival - Pologne
- Sao Paulo International Film Festival -  Brésil
- Red Sea International Film Festival - Arabie saoudite
- Vancouver International Film Festival - Canada
- Festival du nouveau cinéma - Canada
- Beyond Fest - United States of America
- Philadelphia Film Festival - United States of America
- Denver FF - United States of America
- Fantastic Fest - United States of America
- Cleveland International Film Festival - United States of America
- Films from the South - Norway
- Films from the South - Norway
- Stockholm International Film Festival - Sweden
- Lund Fantastic Film Festival - Sweden
- International Film Festival of India (Goa) - India
- Thessaloniki International Film Festival - Greece
- Brussels International Fantastic Film Festival - Belgium
- International Film Festival Rotterdam - Netherlands
- Golden Apricot Yerevan IFF - Armenia
- Lichter Filmfest Frankfurt International - Germany
- La semaine du cinéma africain de Bayreuth - Germany
- Edinburgh International Film Festival - United Kingdom
- Karlovy Vary International Film Festival - Czech Republic
- Istanbul International Film Festival - Turkey
- TOHorror Fantastic Film Fest - Italy
- Mostra Cine Baix - Spain
- Melbourne International Film Festival - Australia

### Nominations internationales
- Meilleur film au Festival du Film Fantastique de Gérardmer 2022 dans la catégorie “longs métrages -hors compétition”
- Meilleur film au Festival International du Film de la Mer Rouge 2021 dans la catégorie “Meilleur long métrage”
- Meilleur film au Festival International du Film de Catalogne (2022) dans la catégorie “Prix New Vision “
- Meilleur film au Festival International du Film de São Polo dans la catégorie “ concours des nouveaux réalisateurs “
- Gagnant du Prix du Meilleur réalisateur avec Saloum au Fantastic Fest 2021 dans la catégorie “ Prix de la prochaine Vague “